# くふうウェディング
株式会社くふうウェディング（英: Kufu Wedding Inc.）は、東京都中央区に本社を置き、口コミサイト「みんなのウェディング」の運営と、結婚に関する情報の提供サービスを行う日本の企業である。旧社名は株式会社エニマリ。
くふうカンパニーホールディングスの完全子会社。

## 概要
ディー・エヌ・エーの新規事業として始まり、その後、分社し株式上場。
口コミサイトでは、実際に式を挙げた花嫁・花婿と参列者の本音を知ることができる。掲示板の口コミ内容は300字以上を原則とし、携帯電話などで個人認証を行い、なりすましを防止する。月平均300万人が閲覧する口コミサイトである。

## 沿革
- 2008年2月 - 株式会社ディー・エヌ・エーの新規事業として、「みんなのウェディング」を開始
- 2010年10月 - 株式会社みんなのウェディングを設立
- 2013年8月 - 有限会社あーすあいの当社代理店事業を吸収分割にて承継
- 2014年3月 - 東京証券取引所マザーズ上場
- 2015年4月 - クックパッド株式会社と資本業務提携
- 2015年10月 - クックパッド株式会社が直接所有分と合算対象分で議決権の過半数を所有するに至り、親会社となる。
- 2016年12月 - クックパッド株式会社の合算対象分が減少し、その他の関係会社となる。
- 2017年3月 - 穐田誉輝が株式公開買付けを実施。クックパッド株式会社が保有する全株式を応募するなどして、穐田誉輝が議決権所有割合で58.10%の株式を取得。
- 2018年
  - 9月 - 東京証券取引所マザーズ上場廃止
  - 10月 - 株式会社オウチーノと共同株式移転で設立した持株会社である株式会社くふうカンパニーの完全子会社となる[3]
- 2020年10月 - 商号を株式会社エニマリへ変更。株式会社アールキューブを吸収合併[4]。
- 2021年1月 - 株式会社フルスロットルズを吸収合併。
- 2024年5月 - 商号を株式会社くふうウェディングに変更[5]。